# 相賀信宏
相賀 信宏（おおが のぶひろ、1983年4月27日 - ）は、日本の実業家、出版事業家。小学館第4代社長、株式会社C-POT代表取締役、株式会社小学館パブリッシング・サービス代表取締役、株式会社ネットアドバンス代表取締役社長、小学館不動産株式会社代表取締役、株式会社STUDIO SEED代表取締役。

## 経歴
東京都出身。神戸大学大学院修了後、米国VIZ Media,LLCに入社。日本コンテンツのライセンスビジネスを経験し、デジタル配信ビジネスの開発に携わる。2012年小学館の取締役に就任。2019年小学館の常務取締役に就任。2019年小学館の専務取締役に就任。2022年小学館の代表取締役社長に就任。

## 履歴
- 2008年 - 神戸大学大学院修了[9]
- 2008年 - VIZ Media, LLCに入社[10]。
- 2012年 - 株式会社小学館入社 取締役
- 2017年 - 株式会社小学館 常務取締役
- 2018年 - 株式会社C-POT代表取締役[11]
- 2019年 - 株式会社小学館 専務取締役
- 2019年 - フォーリー株式会社代表取締役社長[12]
- 2019年 - 株式会社エイトリンクス代表取締役
- 2021年 - 株式会社小学館集英社プロダクション取締役
- 2021年 - 株式会社小学館ミュージック＆デジタル エンタテイメント取締役
- 2022年 - 株式会社小学館 代表取締役社長
- 2022年 - 株式会社PubteX取締役会長（非常勤）[13]
- 2022年 - 株式会社Catalyst・Data・Partners社外取締役
- 2022年 - 株式会社集英社監査役[14]
- 2022年 - 株式会社祥伝社取締役（非常勤）[15]
- 2023年 - 株式会社小学館パブリッシング・サービス代表取締役
- 2023年 - 小学館不動産株式会社代表取締役
- 2023年 - 株式会社ネットアドバンス代表取締役社長
- 2023年 - 株式会社Tokyo Otaku Mode取締役会長[16]